# Nicholas Wood

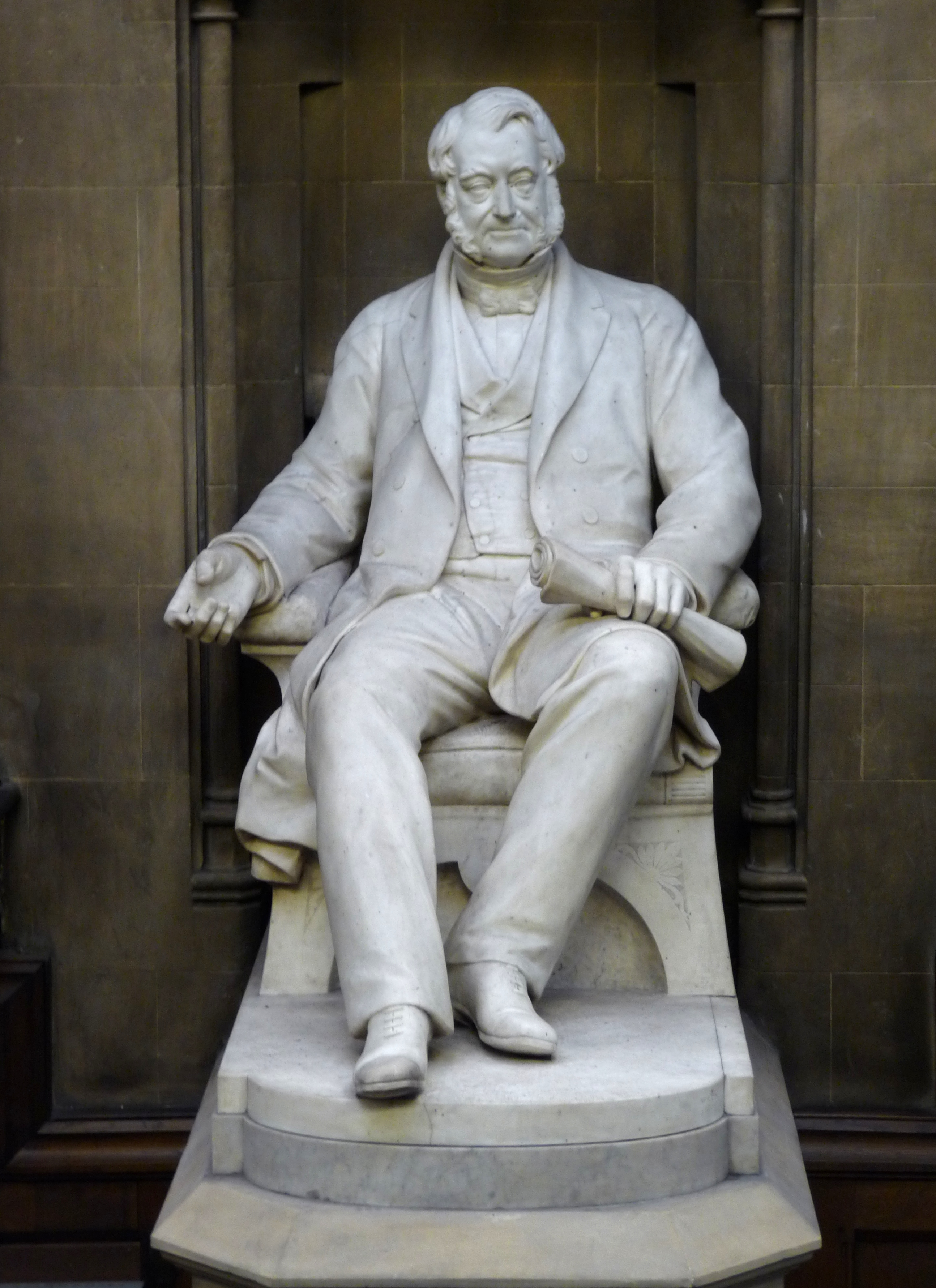
Eine Statue von Nicholas Wood in North of England Institute of Mining and Mechanical Engineers

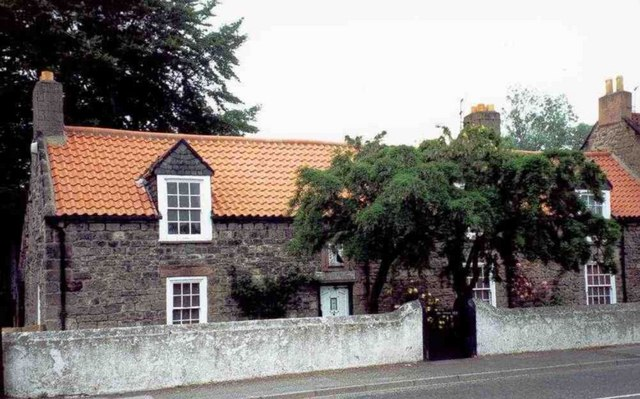
Dial Cottage

Nicholas Wood (* 24. April 1795; † 19. Dezember 1865) war ein englischer Dampflokomotiven-Ingenieur.

## Leben
Ab 1811 arbeitete er an der Kohlengrube Killingworth Colliery und half George Stephenson in der Werkstatt hinter dem Dial Cottage bei der Entwicklung seiner Sicherheitslampe für Grubenarbeiter und 1814 bei der Dampflokomotive My Lord (später Blücher) nach dem Vorbild von John Blenkinsops Maschine. Seinerzeit waren infolge des Krieges die Getreidepreise auf einem Höchststand und dadurch Dampfmaschinen günstiger als Pferde. 1818 führte er eine Reihe von Experimenten zu Rollwiderstand und dgl. durch. 1823 arrangierte Wood ein Treffen zwischen Stephenson und Edward Pease.
Mit seiner Analyse verschiedener Antriebsarten, über die er 1825 berichtete, erwarb er große Reputation. 1832 wurde er beteiligt beim Bau der Newcastle and Carlisle Railway und ab 1845 war er Direktor der Newcastle and Berwick Railway.
Nach einem Grubenunglück in St. Hilda’s Colliery, South Shields, bei dem 50 Arbeiter starben, war er 1852 Mitbegründer des North of England Institute of Mining and Mechanical Engineers, dessen Präsident er zeitlebens war.

## Schriften
- A Practical Treatise on Rail-roads and Interior Communication in General. London: Knight & Lacey, 1825. (Online)